# 972 Cohnia
972 Cohnia è un asteroide della fascia principale del diametro medio di circa 75,65 km. Scoperto nel 1922, presenta un'orbita caratterizzata da un semiasse maggiore pari a 3,0618545 UA e da un'eccentricità di 0,2320217, inclinata di 8,35969° rispetto all'eclittica.
Il suo nome è in onore dell'astronomo tedesco Fritz Cohn.